# District (Ghana)

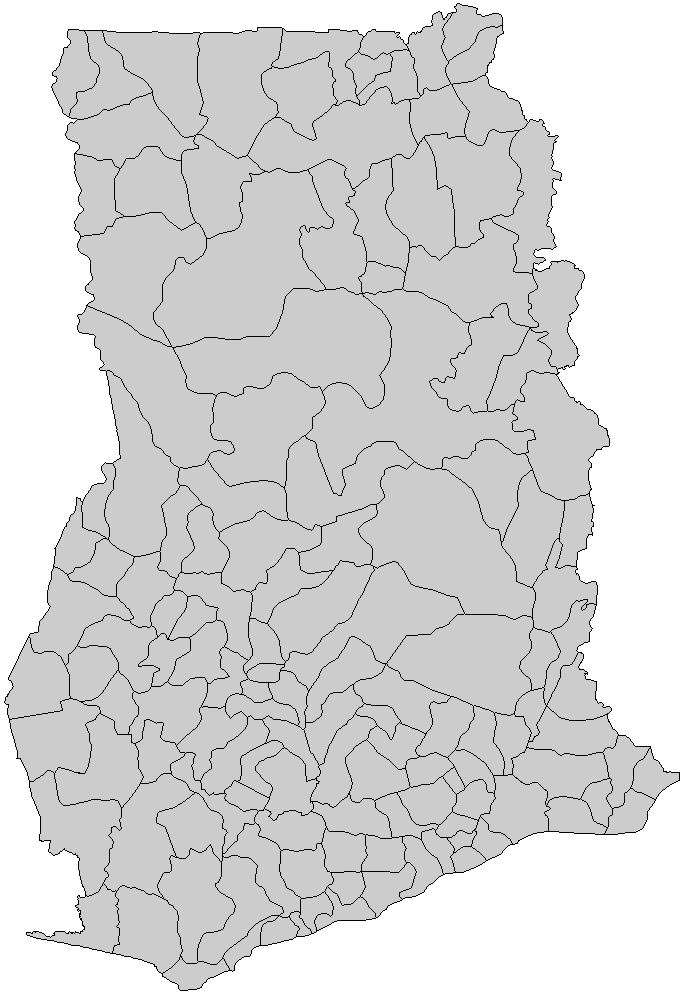
Districts du Ghana

Les districts du Ghana sont au nombre de 216 depuis le 28 juin 2012, répartis entre : 
- 6 Districts Métropolitains
- 46 Districts Municipaux
- 164 Districts Ordinaires.
La répartition territoriale du Ghana par districts a été entièrement réorganisée en 1988-1989 avec l'objectif de décentraliser le gouvernement et lutter contre la corruption des fonctionnaires et autres officiels. La réforme a subdivisé les 10 régions du Ghana en 110 districts; dans chacun d'eux, une assemblée de district devait gérer l'administration locale. Au fil des ans, 60 districts additionnels ont été créés en divisant certains des 110 districts originaux. En 2009, ils étaient ainsi au nombre de 170, avant le passage à 216 en 2012.
La distinction se base sur leurs populations. les districts ordinaires ont ainsi plus de 75 000 habitants, ceux municipaux plus de 95 000, et ceux métropolitains plus de 250 000 habitants.

## Région d'Ashanti

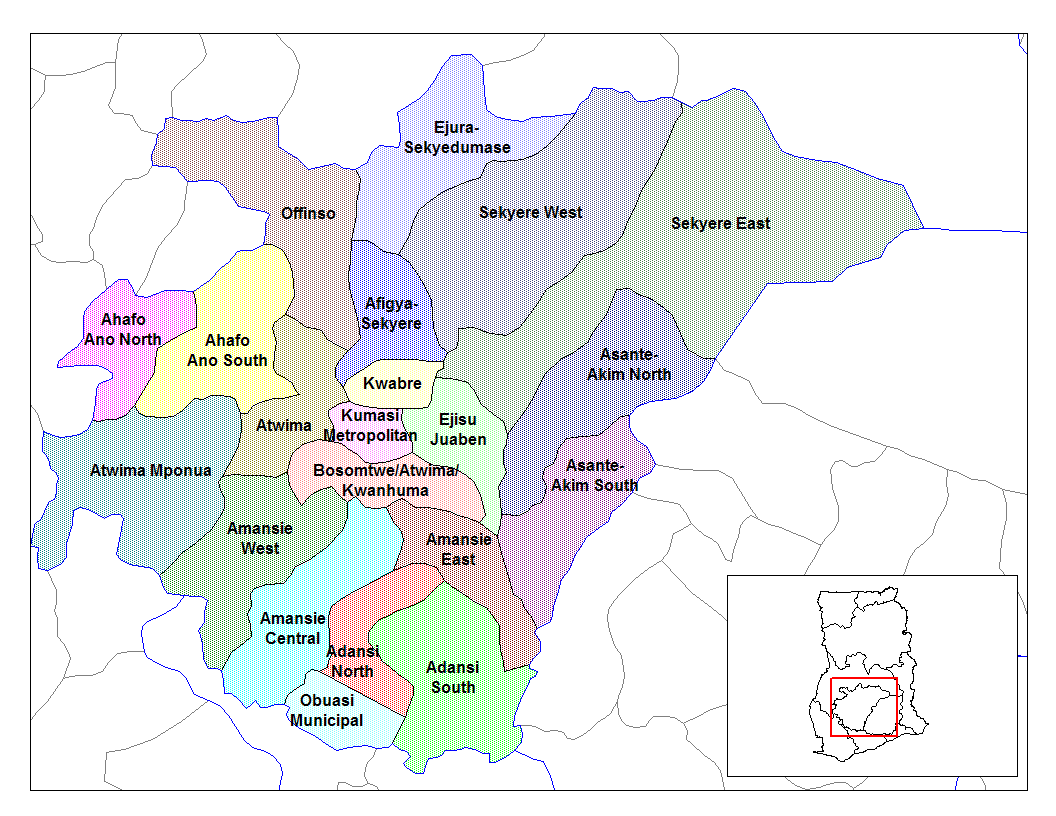
Les districts de la région d'Ashanti

La région d'Ashanti compte 30 districts (1 District Métropolitain, 7 Districts Municipaux, 22 Districts Ordinaires) :
- District ordinaire d'Adansi nord
- District ordinaire d'Adansi sud
- District ordinaire d'Afigya-Kwabre
- District ordinaire d'Ahafo Ano nord
- District ordinaire d'Ahafo Ano sud
- District ordinaire d'Amansie centre
- District ordinaire d'Amansie ouest
- District municipal d'Asante Akim central
- District ordinaire d'Asante Akim nord
- District ordinaire d'Asante Akim sud
- District municipal d'Asokore Mampong
- District ordinaire d'Atwima Kwanwoma
- District ordinaire d'Atwima Mponua
- District ordinaire d'Atwima Nwabiagya
- District municipal de Bekwai
- District ordinaire de Bosome Freho
- District ordinaire de Bosomtwe
- District municipal d'Ejisu-Juaben
- District ordinaire d'Ejura-Sekyedumase
- District métropolitain de Kumasi
- District ordinaire de Kumawu
- District ordinaire de Kwabre
- District municipal de Mampong
- District municipal d'Obuasi
- District municipal d'Offinso sud
- District ordinaire d'Offinso nord
- District ordinaire des plaines Sekyere Afram
- District ordinaire de Sekyere central
- District ordinaire de Sekyere est
- District ordinaire de Sekyere sud

## Région de Brong Ahafo

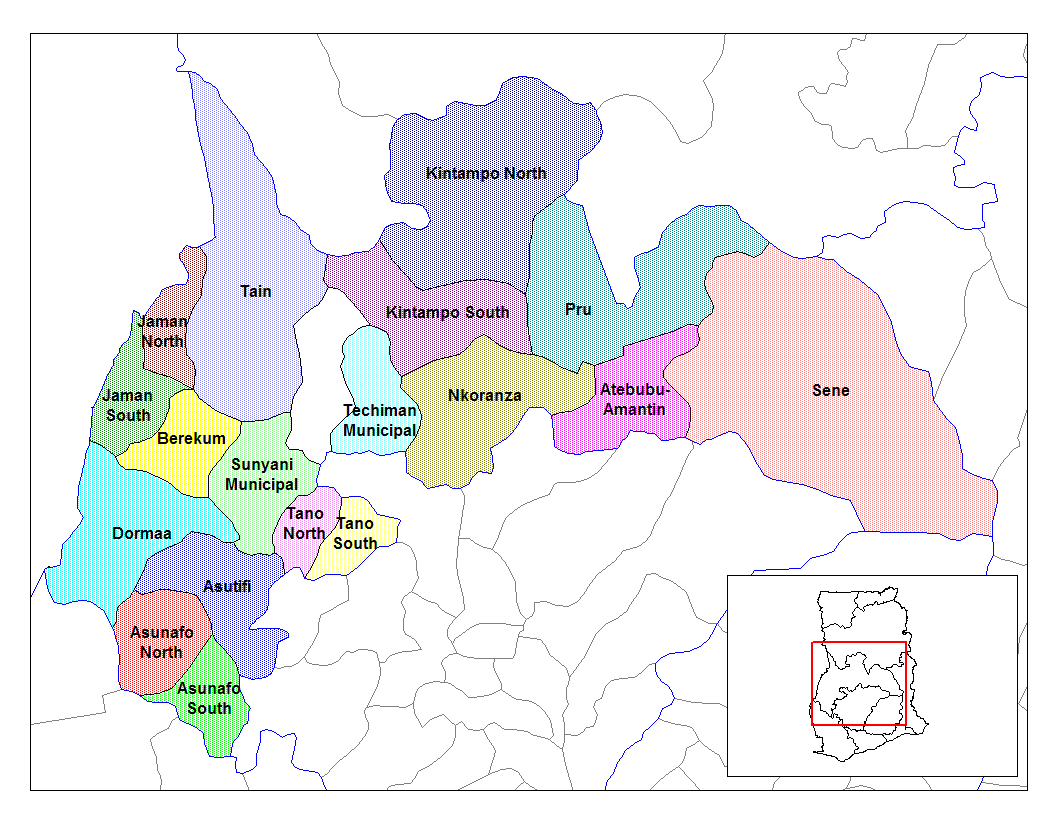
Les districts de la région de Brong Ahafo

La région de Brong Ahafo compte 27 districts (8 Districts Municipaux, 19 Districts Ordinaires) :
- District municipal d'Asunafo nord
- District ordinaire d'Asunafo sud
- District ordinaire d'Asutifi
- District ordinaire d'Asutifi sud
- District ordinaire d'Atebubu-Amantin
- District ordinaire de Banda
- District municipal de Berekum
- District ordinaire de Dormaa est
- District municipal de Dormaa
- District ordinaire de Dormaa ouest
- District ordinaire de Jaman nord
- District ordinaire de Jaman sud
- District municipal de Kintampo nord
- District ordinaire de Kintampo sud
- District ordinaire de Nkoranza nord
- District municipal de Nkoranza sud
- District ordinaire de Pru
- District ordinaire de Sene
- District ordinaire de Sene ouest
- District municipal de Sunyani
- District ordinaire de Sunyani ouest
- District ordinaire de Tain
- District ordinaire de Tano nord
- District ordinaire de Tano sud
- District municipal de Techiman
- District ordinaire de Techiman nord
- District municipal de Wenchi

## Région du Centre

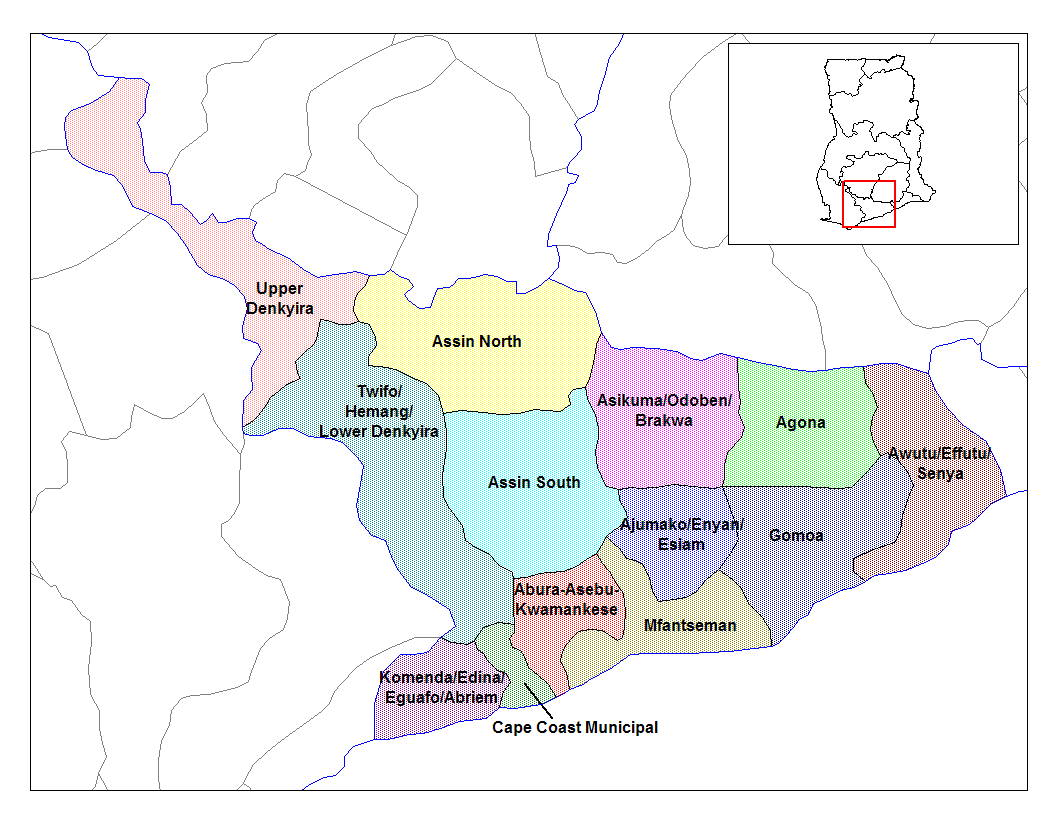
Les districts de la région du Centre

La région du Centre compte 20 districts (1 District Métropolitain, 6 Districts Municipaux, 13 Districts Ordinaires) :
- District ordinaire d'Abura/Asebu/Kwamankese
- District ordinaire d'Agona est
- District municipal d'Agona ouest
- District ordinaire d'Ajumako/Enyan/Essiam
- District ordinaire d'Asikuma/Odoben/Brakwa
- District municipal d'Assin nord
- District ordinaire d'Assin sud
- District ordinaire d'Awutu-Senya
- District ordinaire d'Awutu-Senya est
- District métropolitain de Cape Coast
- District municipal d'Effutu
- District ordinaire d'Ekumfi
- District ordinaire de Gomoa est
- District ordinaire de Gomoa ouest
- District municipal de Komenda/Edina/Eguafo/Abirem
- District municipal de Mfantsiman
- District ordinaire de Twifo-Ati Mokwa
- District ordinaire de Twifo-Heman-Bas Denkyira
- District municipal du Haut Denkyira est
- District ordinaire du Haut Denkyira ouest

## Région Orientale

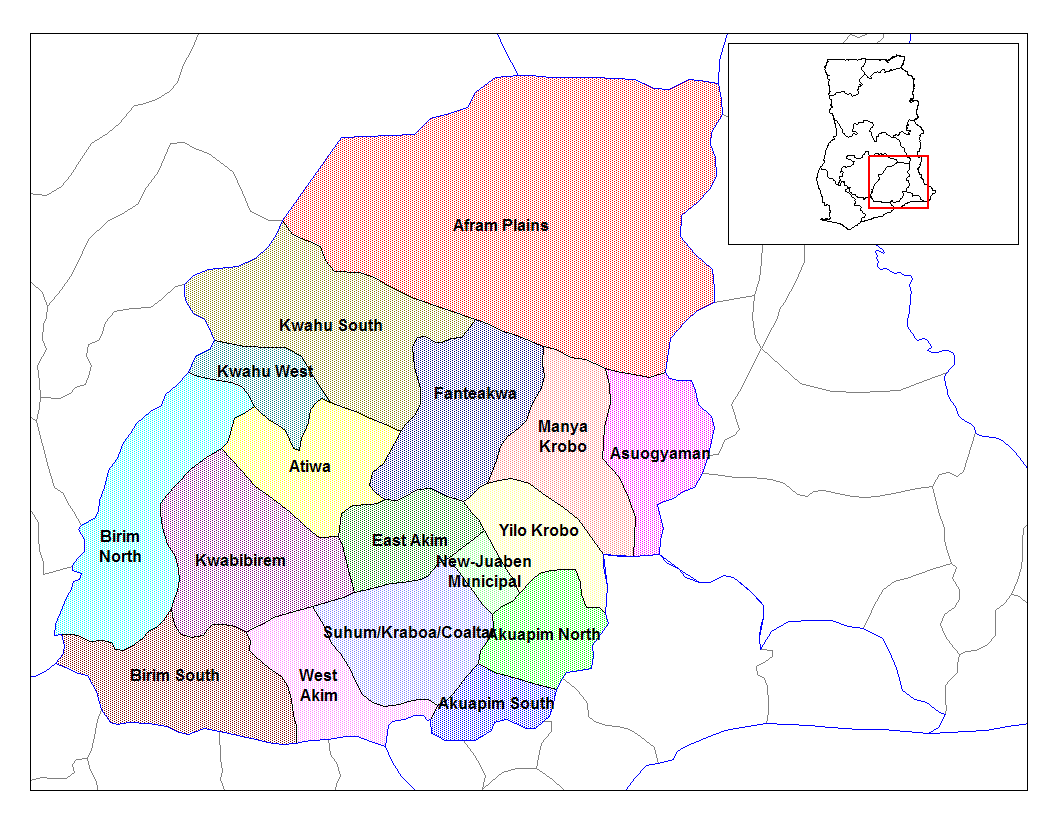
Les districts de la région Orientale

La région du Centre compte 26 districts (7 Districts Municipaux, 19 Districts Ordinaires) :
- District ordinaire des Plaines d'Afram sud
- District municipal d'Akim est
- District ordinaire du Haut Akim ouest
- District municipal d'Akim ouest
- District ordinaire d'Akuapim nord
- District ordinaire d'Akuapim sud
- District municipal d'Akuapim sud
- District ordinaire d'Akyemansa
- District ordinaire d'Asuogyaman
- District ordinaire d'Ayensuano
- District ordinaire d'Atiwa
- District municipal de Birim central
- District ordinaire de Birim nord
- District ordinaire de Birim sud
- District ordinaire de Denkyembour
- District ordinaire de Fanteakwa
- District ordinaire de Kwaebibirem
- District municipal de Kwahu ouest
- District ordinaire de Kwahu est
- District ordinaire de Kwahu nord
- District ordinaire de Kwahu sud
- District ordinaire du Bas Manya Krobo
- District ordinaire du Haut Manya Krobo
- District municipal de New-Juaben
- District ordinaire de Suhum/Kraboa/Coaltar
- District ordinaire d'Yilo Krobo

## Région du Grand Accra

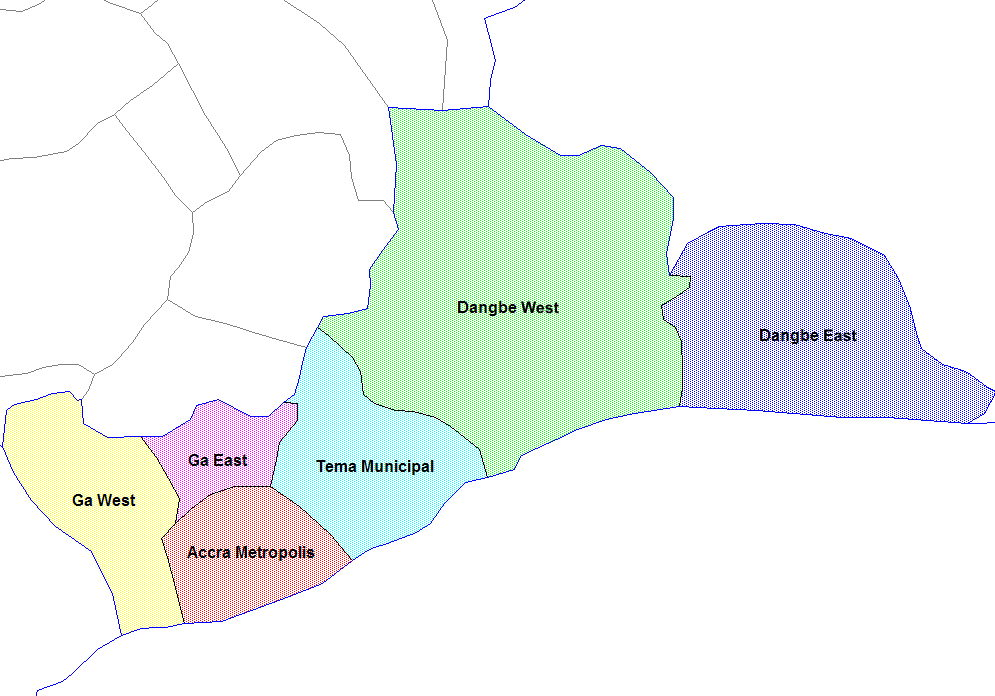
Les districts de la région du Grand Accra

La région du Grand Accra compte 16 districts (2 Districts Métropolitains, 7 Districts Municipaux, 7 Districts Ordinaires) :
- District métropolitain d'Accra
- District ordinaire d'Ada ouest
- District municipal d'Adenta
- District municipal d'Ashaiman
- District ordinaire de Dangme est
- District ordinaire de Dangme ouest
- District ordinaire de Ga central
- District municipal de Ga est
- District municipal de Ga ouest
- District municipal de Ga sud
- District ordinaire de Kpone Katamanso
- District municipal de La Dade Kotopon
- District ordinaire de La Nkwantanang Madina
- District municipal de Ledzokuku-Krowor
- District ordinaire de Ningo Prampram
- District métropolitain de Tema

## Région du Nord

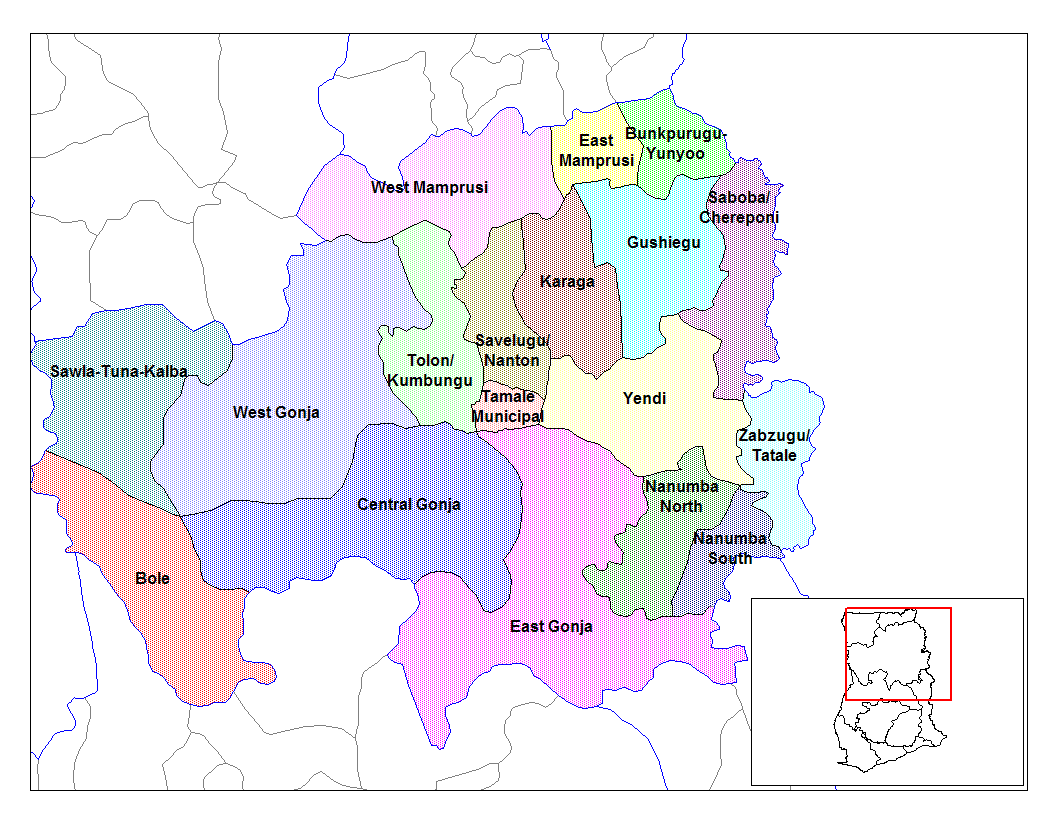
Les districts de la région du Nord

La région du Nord compte 20 districts :
- Bole
- Bunkpurugu-Yunyoo
- Chereponi
- Gonja centre
- Gonja est
- Gonja ouest
- Mamprusi est
- Gushiegu
- Karaga
- Kpandai
- Nanumba nord
- Nanumba sud
- Saboba
- Savelugu/Nanton
- Sawla-Tuna-Kalba
- Tamale
- Tolon/Kumbungu
- Mamprusi ouest
- Yendi
- Zabzugu/Tatale

## Région du Haut Ghana oriental

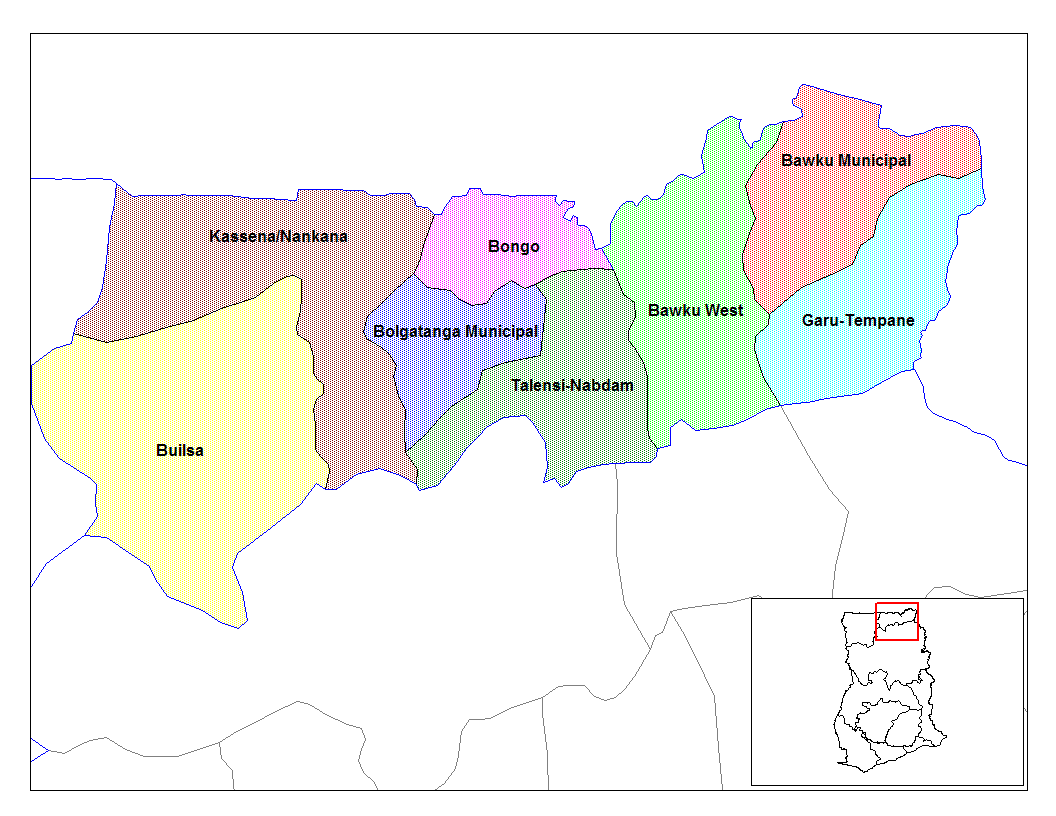
Les districts du Haut Ghana oriental

La région du Haut Ghana oriental compte 9 districts :
- Bawku
- Bawku ouest
- Bolgatanga
- Bongo
- Builsa
- Garu-Tempane
- Kassena-Nankana ouest
- Kassena-Nankana
- Talensi-Nabdam

## Région du Haut Ghana occidental

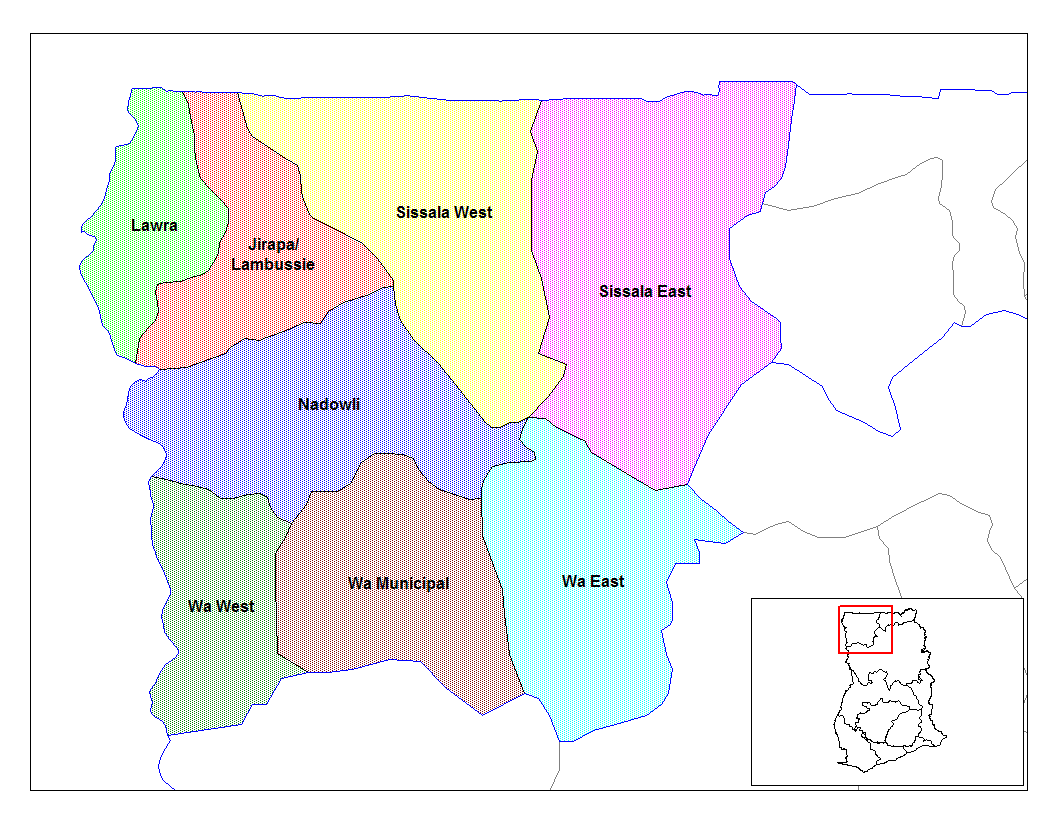
Les districts du Haut Ghana occidental

La région du Haut Ghana occidental compte 9 districts :
- Jirapa
- Lambussie Karni
- Lawra
- Nadowli
- Sissala est
- Sissala ouest
- Wa est
- Wa
- Wa ouest

## Région de la Volta

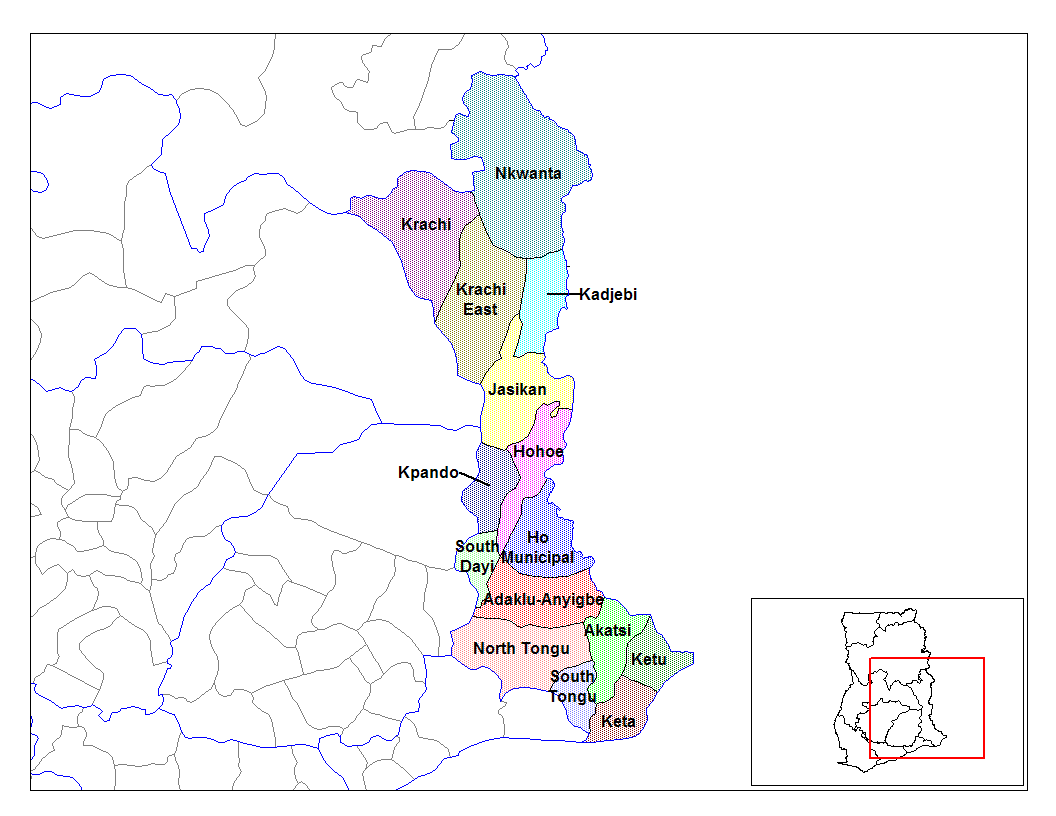
Les districts de la région de la Volta

La région de la Volta compte 18 districts :
- Adaklu-Anyigbe
- Akatsi
- Biakoye
- Dayi sud
- Ho
- Hohoe
- Jasikan
- Kadjebi
- Keta
- Ketu nord
- Ketu sud
- Kpando
- Krachi est
- Krachi ouest
- Nkwanta nord
- Nkwanta sud
- Tongu nord
- Tongu sud

## Région Occidentale

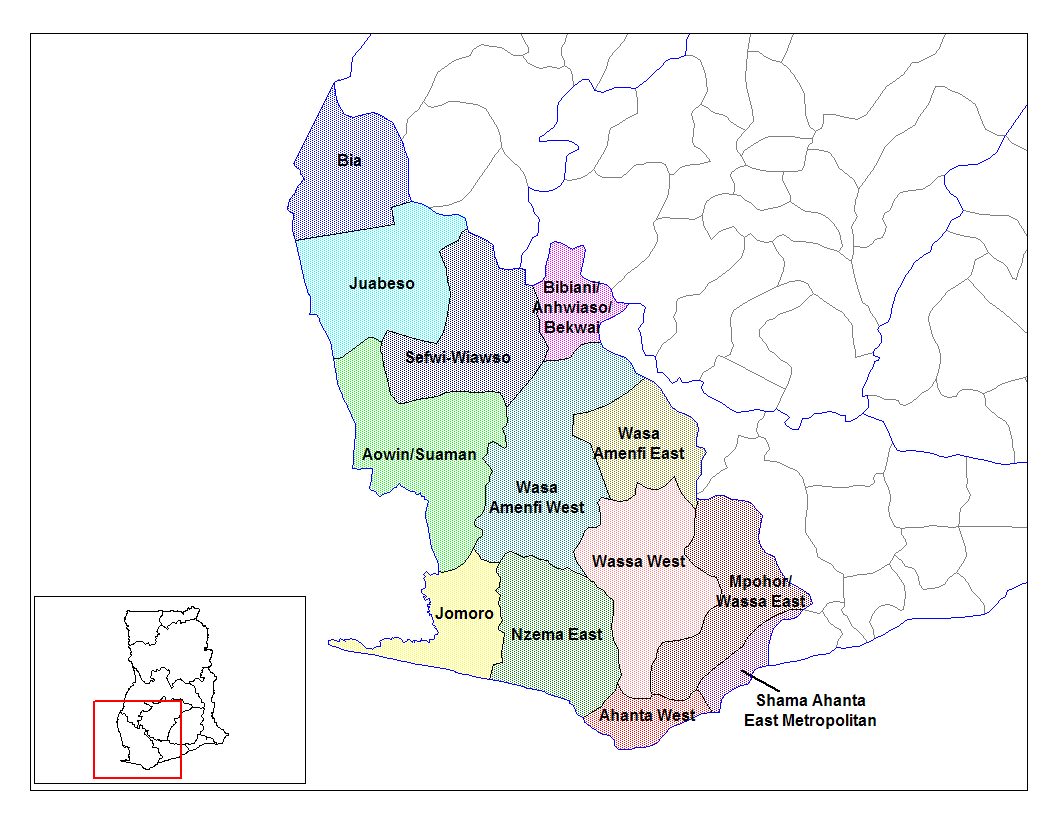
Les districts de la région Occidentale

La région Occidentale compte 14 districts :
- Ahanta ouest
- Aowin/Suaman
- Bia
- Bibiani/Anhwiaso/Bekwai
- Ellembele
- Jomoro
- Juabeso
- Mpohor/Wassa est
- Nzema est
- Prestea-Huni Valley créé le 1er janvier 2011
- Sefwi Akontombra
- Sefwi-Wiawso
- Sekondi Takoradi
- Shama
- Tarkwa Nsuaem
- Wasa Amenfi est
- Wasa Amenfi ouest